# Spilosoma diamila
Spilosoma diamila är en fjärilsart som beskrevs av Karl Schawerda 1910. Spilosoma diamila ingår i släktet Spilosoma och familjen björnspinnare. Inga underarter finns listade i Catalogue of Life.